# قسم الشرق الأوسط بالمتحف البريطاني

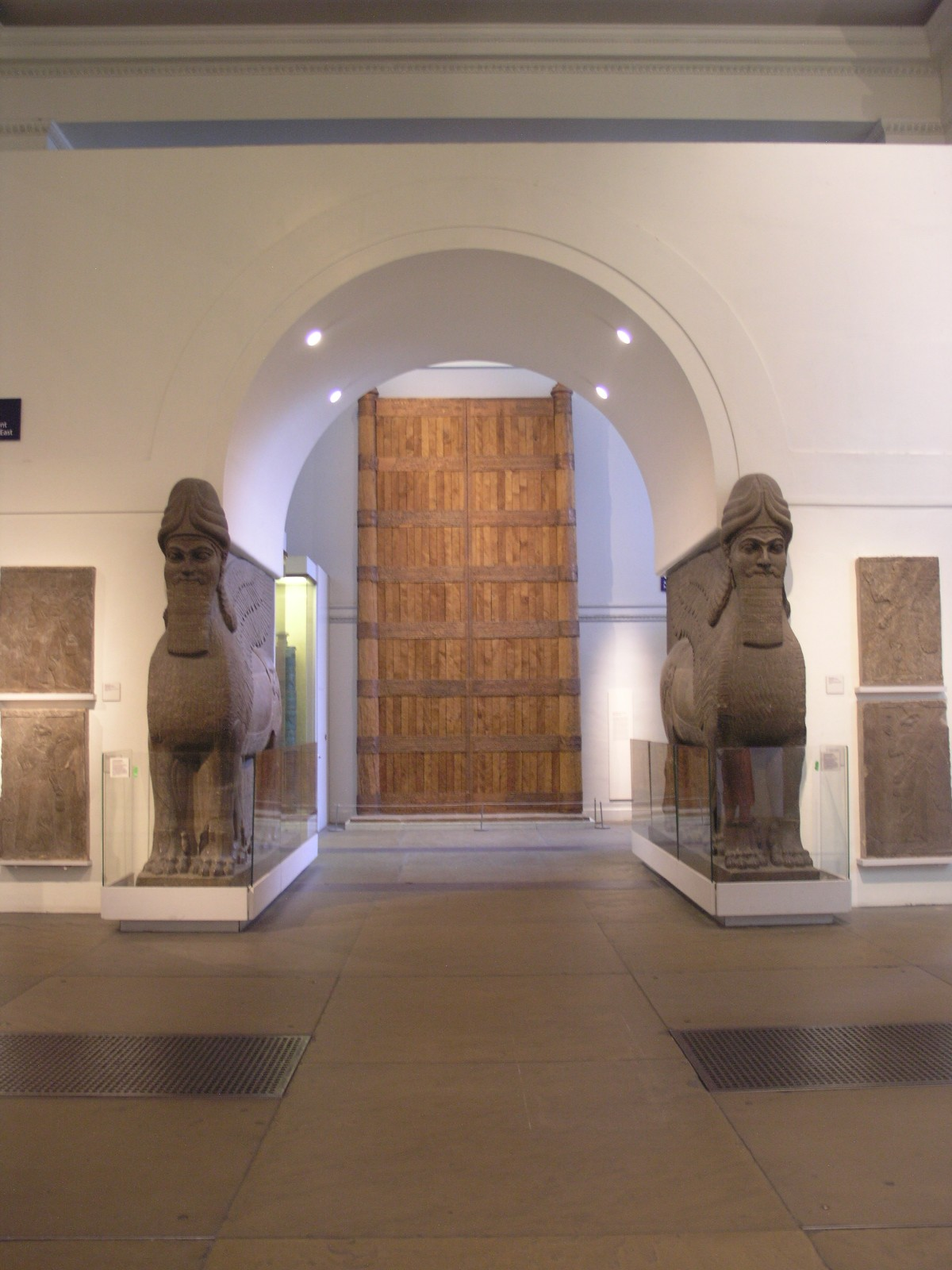
الغرفة 6 – زوج من الأسود المجنحة ذات الرؤوس البشرية والنقوش البارزة من نمرود مع بوابات البلاوات ، حوالي عام 860 قبل الميلاد

يشكل قسم الشرق الأوسط (الذي كان يُعرف سابقًا بقسم آثار غرب آسيا، ثم قسم الشرق الأدنى القديم )، ويضم نحو 330 ألف عمل، جزءًا كبيرًا من مجموعات المتحف البريطاني، وأكبر مجموعة في العالم من آثار بلاد ما بين النهرين خارج العراق. تمثل المجموعات حضارات الشرق الأدنى القديم والمناطق المجاورة له.
تُغطي هذه المجموعات بلاد ما بين النهرين، وبلاد فارس، شبه الجزيرة العربية، الأناضول، القوقاز، وأجزاء من آسيا الوسطى، وسوريا، الأراضي المقدسة، والمستوطنات الفينيقية في غرب البحر الأبيض المتوسط من عصور ما قبل التاريخ، تشمل أشياء من بداية الإسلام في القرن السابع. مجموعة ذات أهمية هائلة، ومقتنيات الآثار الآشورية والبابلية والسومرية هي من بين الأكثر شمولاً في العالم مع أجنحة كاملة من الغرف المزخرفة بالنقوش البارزة من القصور الآشورية في نمرود ونينوى وخورسباد . لا ينافسها في تنوع وجودة التحف إلا مجموعات الشرق الأوسط في متحف اللوفر ومتحف بيرغاموم.

## تأريخ
أول إضافة مهمة للأشياء الرافدينية من مجموعة كلوديوس جيمس ريتش في عام 1825. وِسعت المجموعة بشكل كبير في وقت لاحق من خلال الحفريات التي أجراها أ.هـ. لايارد في المواقع الآشورية في نمرود ونينوى بين عامي 1845و1851. في نمرود، أكتشف لايارد القصر الشمالي الغربي لآشورناصربال الثاني، فضلاً عن ثلاثة قصور أخرى ومعابد مختلفة. وأكتشف لاحقًا قصر سنحاريب في نينوى الذي يحتوي على"ما لا يقل عن واحد وسبعين قاعة". نتيجة لذلك، نقلت أعداد كبيرة من المحاربين المجنحين، النقوش البارزة، واللوحات التذكارية، بما في ذلك المسلة السوداء لشلمنصر الثالث، إلى المتحف البريطاني.

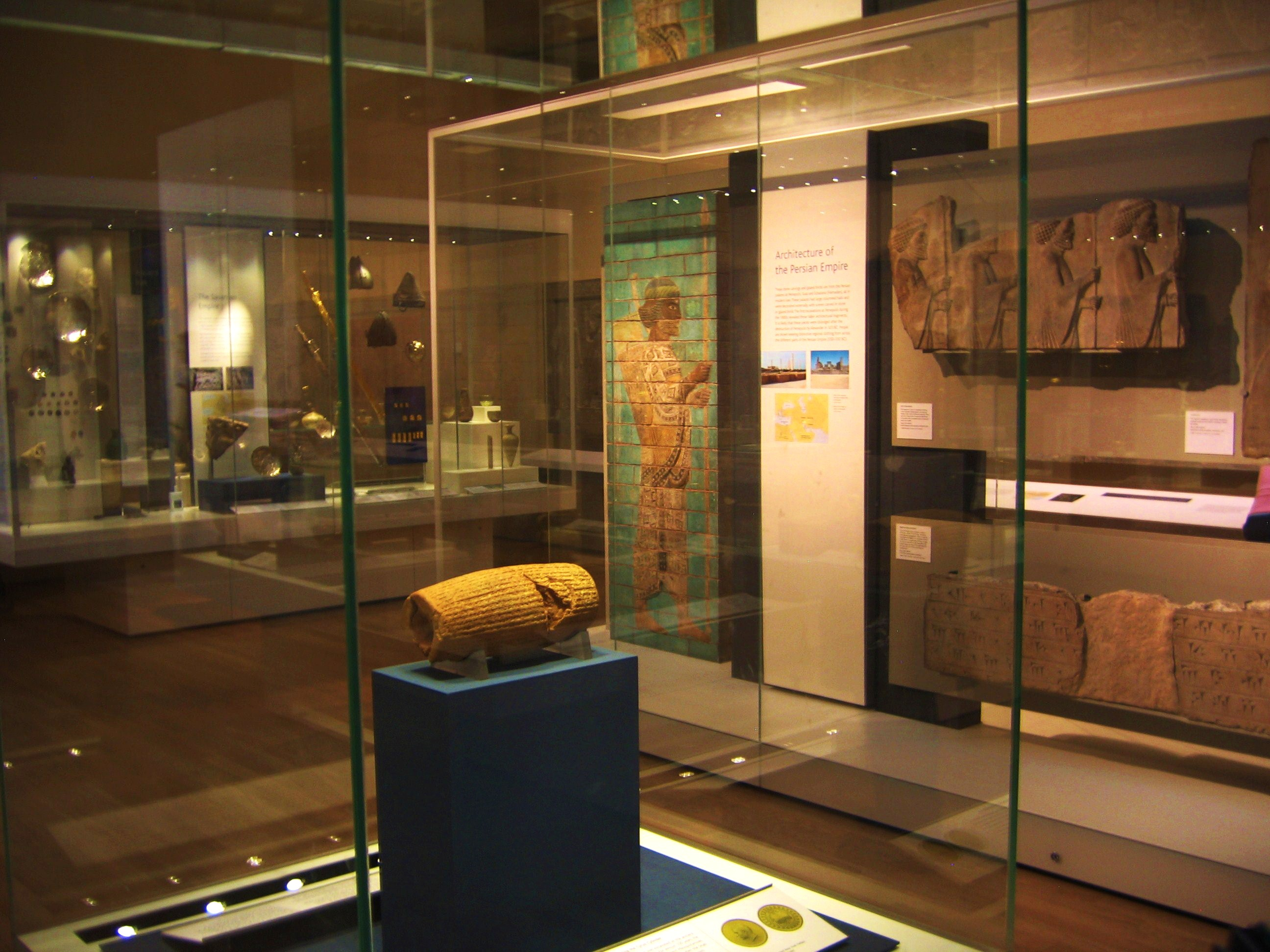
الغرفة 52 - إيران القديمة مع أسطوانة كورش ، التي تعتبر أول ميثاق لحقوق الإنسان في العالم، 559-530 قبل الميلاد

واصل لايارد عمله على يد مساعده هرمز راسام، في الفترة من 1852إلى 1854 ذهب لأكتشاف القصر الشمالي لآشور بانيبال في نينوى مع العديد من النقوش البارزة الرائعة، بما في ذلك مشاهد صيد الأسد الملكي الشهيرة. أكتشف أيضًا المكتبة الملكية لآشور بانيبال، وهي مجموعة كبيرة من الألواح المسمارية ذات الأهمية الهائلة, يبلغ عددها اليوم حوالي 130 ألف قطعة. قام WK Loftus بالتنقيب في نمرود بين عامي 1850و1855ووجد كنزًا رائعًا من العاج في القصر المحروق. بين عامي 1878و1882، قام راسام بتحسين مقتنيات المتحف بشكل كبير بأشياء رائعة بما في ذلك أسطوانة كورش من بابل، والبوابات البرونزية من بالاوات، والأشياء المهمة من سيبار، ومجموعة رائعة من البرونزيات الأورارتية من توبراكالي.
في أوائل القرن العشرين، أجريت حفريات في كاركميش، تركيا بواسطة دي جي هوغارث وليونارد وولي، وساعد الأخير تي إي لورانس. وسعت مجموعات بلاد ما بين النهرين بشكل كبير من خلال الحفريات في جنوب العراق بعد الحرب العالمية الأولى. ومن تل العبيد جاءت الأثاث البرونزي لمعبد سومري، بما في ذلك أسود بالحجم الطبيعي ولوحة تصور النسر برأس أسد إندوجود، عثر عليها إتش آر هول في الفترة من 1919إلى 1924. وواصل وولي أعمال التنقيب في أور بين عامي 1922و1934، وأكتشف"المقابر الملكية" التي تعود إلى الألفية الثالثة قبل الميلاد. تشمل بعض روائع هذا المتحف:" راية أور"، و"الكبش في الغابة"،و" لعبة أور الملكية"، وقيثارتين برأس ثور. يحتوي القسم أيضًا على ثلاثة تماثيل من الديوريت للحاكم كوديا من ولاية لكش القديمة وسلسلة من أحجار الكودورو أو أحجار الحدود من مواقع مختلفة في جميع أنحاء بلاد ما بين النهرين القديمة.
على الرغم من تركز المجموعات في بلاد ما بين النهرين، فإن معظم المناطق المحيطة بها ممثلة بشكل جيد. عُززت المجموعة الأخمينية بإضافة كنز جيحون في عام1897والأشياء التي أكتشفها العالم الألماني إرنست هيرتسفلد والمستكشف المجري البريطاني السير أوريل شتاين. تبرع بالنقوش والمنحوتات من موقع برسبوليس من قبل السير جور أوسلي في عام1825وإيرل أبردين الخامس في عام1861. بالإضافة إلى ذلك، تمكن المتحف من أقتناء واحدة من أعظم مجموعات الفضيات الأخمينية في العالم. مثلت الإمبراطورية الساسانية اللآحقة بشكل جيد من خلال الأطباق والأكواب الفضية المزخرفة، يمثل العديد منها الملوك الحاكمين وهم يصطادون الأسود والغزلان. تأتي الآثار الفينيقية من مختلف أنحاء المنطقة، إلا إن مجموعة ثاروس من سردينيا والعدد الكبير من اللوحات الفينيقية من قرطاج تعد من أبرزها. أبرز المعالم التي غالبًا ما يتم التغاضي عنها هي الآثار اليمنية، تعد أرقى مجموعة آثار خارج البلاد. علاوة على ذلك، يحتوي المتحف على مجموعة تمثيلية من المواد الدلمونية والبارثية المستخرجة من تلال الدفن المختلفة في المواقع القديمة في عالي والشاخورة في البحرين.
من دولة سوريا جاء ما يقارب 40 تمثالاً جنائزياً من تدمر ومجموعة من النقوش الحجرية من حفريات ماكس فون أوبنهايم في تل حلف تم شراؤها في عام1920. تبع ذلك المزيد من المواد من الحفريات التي أجراها ماكس مالوان في شاغار بازار وتل براك في الفترة من1935إلى1938ومن وولي في ألالاخ في السنوات التي سبقت الحرب العالمية الثانية وبعدها. عاد مالوان مع زوجته أجاثا كريستي لإجراء المزيد من الحفريات في نمرود في فترة ما بعد الحرب، مما أدى إلى تأمين العديد من القطع الأثرية المهمة للمتحف. تعززت مجموعة المواد الفلسطينية بفضل عمل كاثلين كينيون في أريحا في الخمسينيات من القرن العشرين، وأقتناء حوالي17ألف قطعة في لخيش في عام1980من قبل بعثة ويلكوم مارستون في الفترة من1932إلى1938. أستمرت الحفريات الأثرية في كل الأماكن المسموح بها في الشرق الأوسط، وأعتمادًا على البلد، أستمر المتحف في تلقي حصة من الأكتشافات من مواقع مثل تل السعيدية في الأردن.

## المجموعات

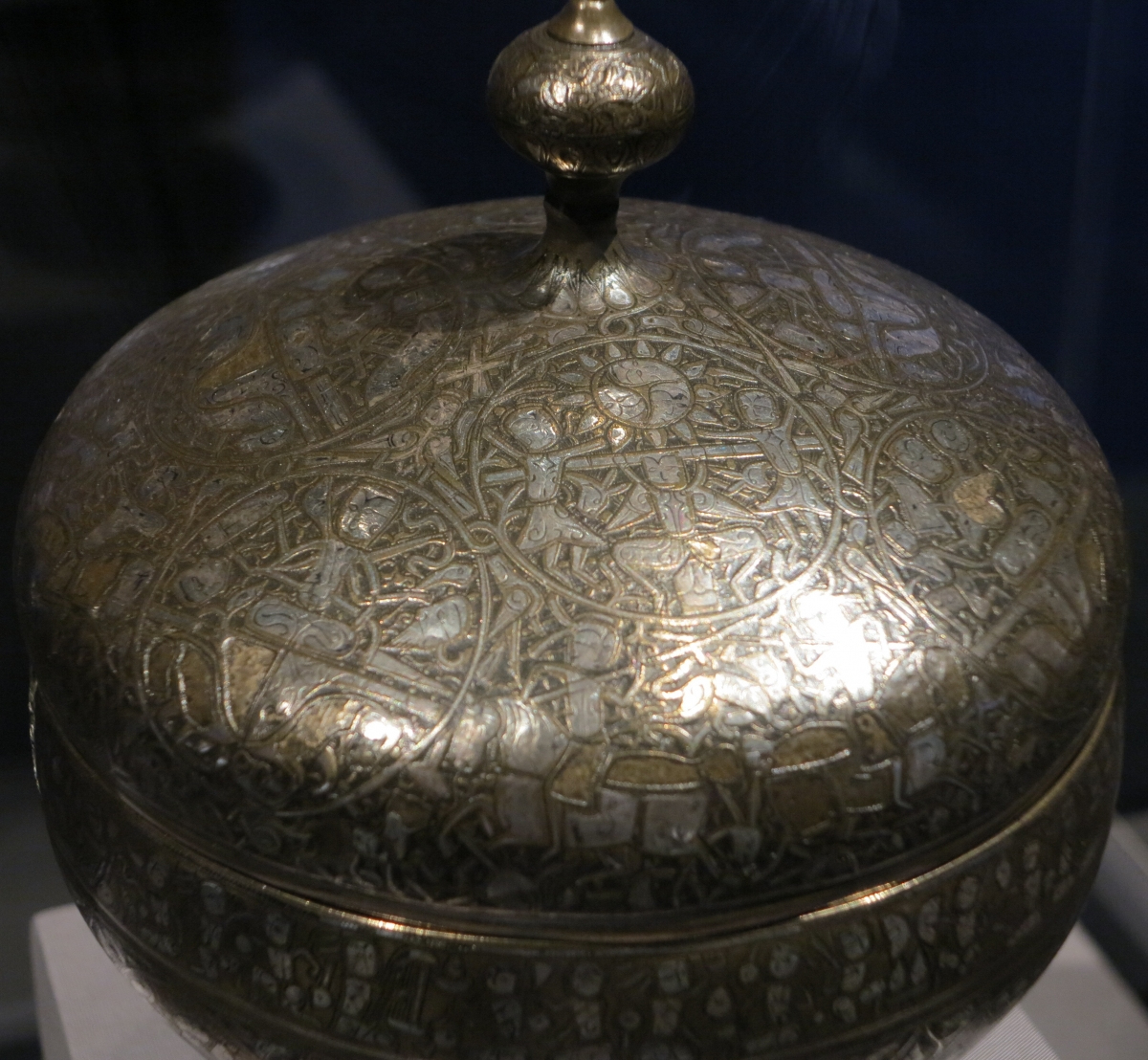
فاسو فيسكوفالي، حوالي 1200، خراسان

يبلغ عدد مجموعة المتحف من الفن الإسلامي، بما في ذلك المواد الأثرية، حوالي 40 ألف قطعة،وهي واحدة من أكبر المجموعات من نوعها في العالم. على هذا النحو، فهو يحتوي على مجموعة واسعة من الفخار واللوحات والبلاط والأعمال المعدنية والزجاج والأختام والنقوش من مختلف أنحاء العالم الإسلامي، من إسبانيا في الغرب إلى الهند في الشرق. تشتهر بشكل خاص بمجموعتها من الخزف الإزنيكي(الأكبر في العالم)، أبرزها مصباح المسجد من قبة الصخرة، والأعمال المعدنية التي تعود إلى العصور الوسطى مثل Vaso Vescovaliمع تصويره للأبراج، ومجموعة مختارة رائعة من الإسطرلابات، واللوحات المغولية والأعمال الفنية الثمينة بما في ذلك السلاحف اليشمية الكبيرة المصنوعة للإمبراطور جهانجير. نقب عن آلاف الأشياء بعد الحرب من قبل علماء الآثار المحترفين في المواقع الإيرانية مثل سيراف بواسطة ديفيد وايتهاوس وقلعة آلموت بواسطة بيتر ويلي. توسعت المجموعة في عام1983 من خلال إرث جودمان من الفخار الإزنيكي, الإسباني, الموريسكي والإيراني المبكر. تُعرض التحف الأثرية من العالم الإسلامي في صالة 34 بالمتحف.
تُعرض مجموعة مختارة من قسم الشرق الأوسط، بما في ذلك القطع الأكثر أهمية، في13معرضًا في جميع أنحاء المتحف ويبلغ مجموعها نحو4500قطعة. يضم جناح كامل من الغرف في الطابق الأرضي نقوشًا منحوتة من القصور الآشورية في نينوى ونمرود وخورسباد، في حين تحتوي8صالات عرض في الطابق العلوي على مواد أصغر من المواقع القديمة في جميع أنحاء الشرق الأوسط. أما الباقي فيشكل مجموعة الدراسة التي تتراوح أحجامها من الخرز إلى المنحوتات الكبيرة. تشمل هذه المجموعة ما يقرب من130 ألف لوح مسماري من بلاد ما بين النهرين.
تتضمن أبرز مقتنيات المجموعة ما يلي:
نمرود :
 
نينوى : 

## معرض الصور

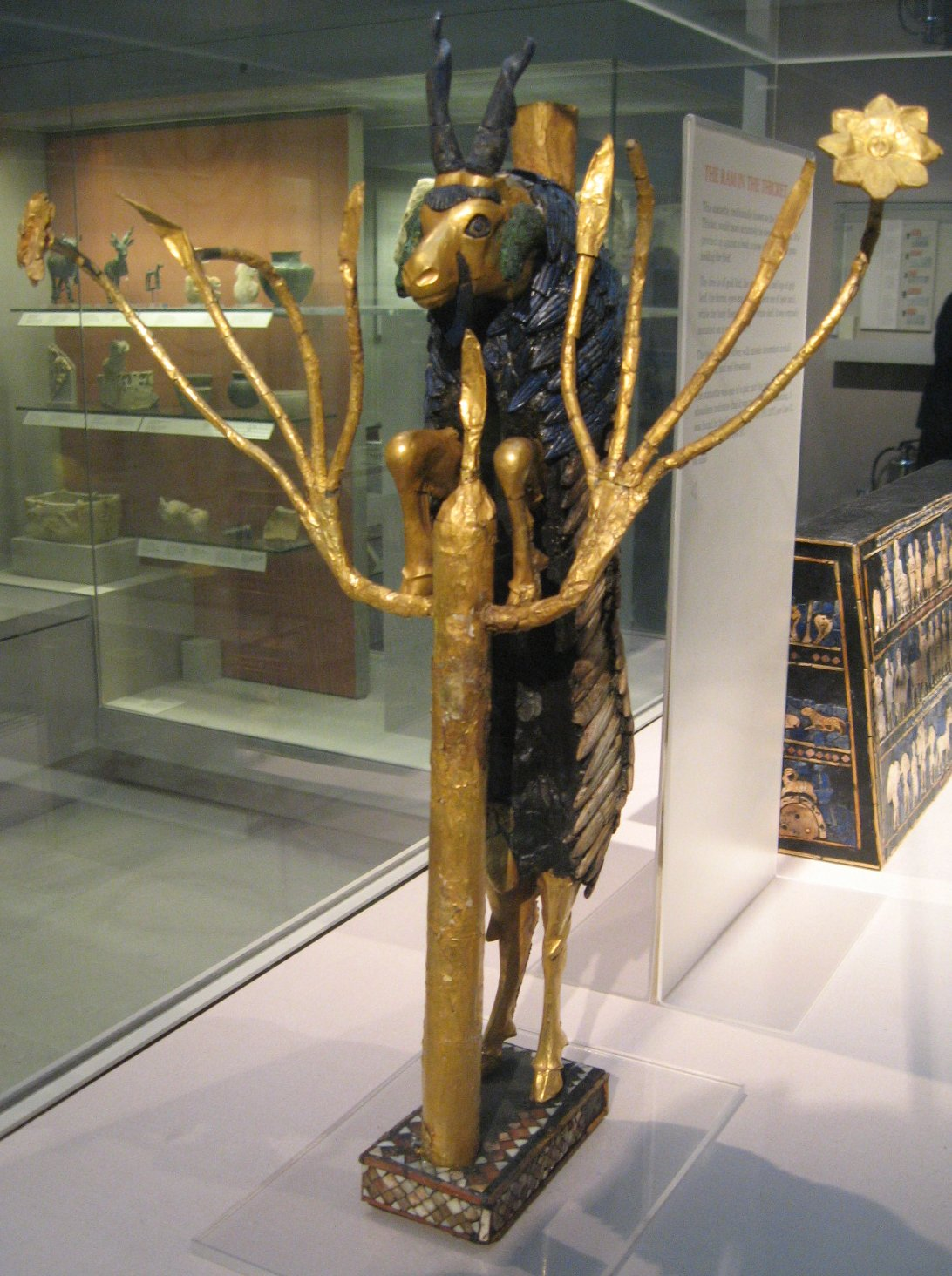
الغرفة56 -تمثال"الكبش في الغابة"، أحد تمثالين من أور، جنوب العراق، حوالي عام 2600 قبل الميلاد
الغرفة 56 -"راية أور" الشهيرة، وهي صندوق خشبي مجوف يحمل مشاهد الحرب والسلام، من أور،حوالي عام2600 قبل الميلاد
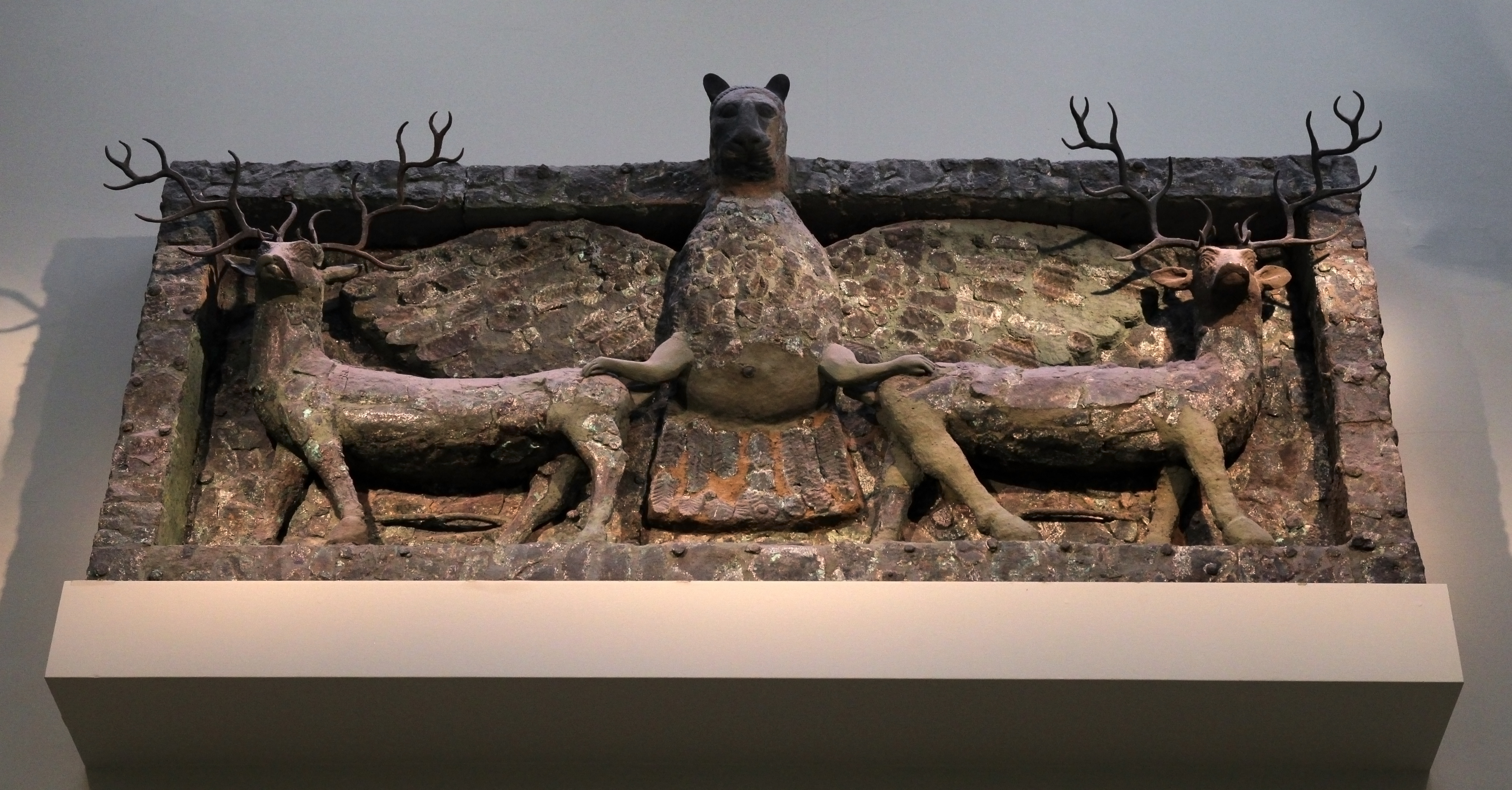
الغرفة56 -تمثال للإله إمدوغود، نسر برأس أسد يعلو عتبة مصنوعة من صفائح النحاس،معبد ننهورساج في تل العبيد، العراق،حوالي 2500 قبل الميلاد
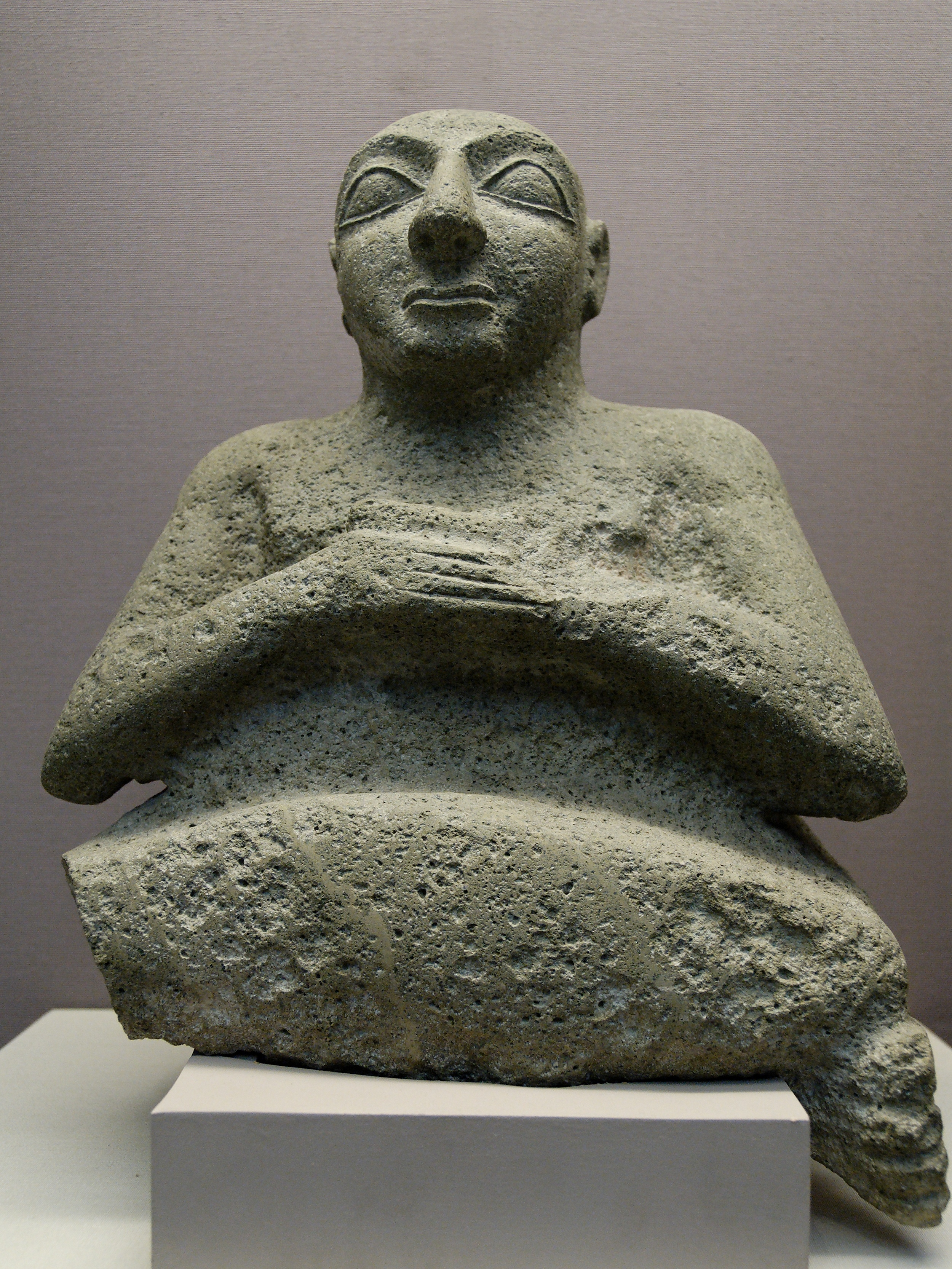
الغرفة56 -تمثال كورليل، من معبد ننهورساج في تل العبيد، جنوب العراق، حوالي عام2500 قبل الميلاد
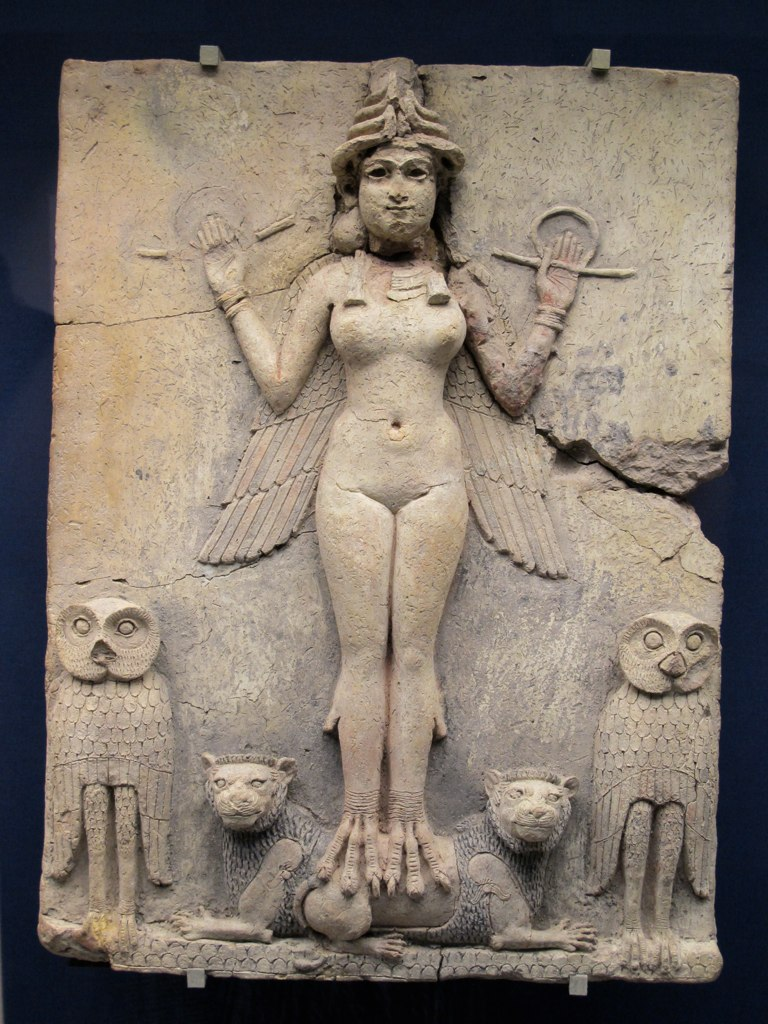
الغرفة56 - النحت البابلي الشهير"ملكة الليل" للإلهة عشتار، العراق، حوالي عام1790 قبل الميلاد
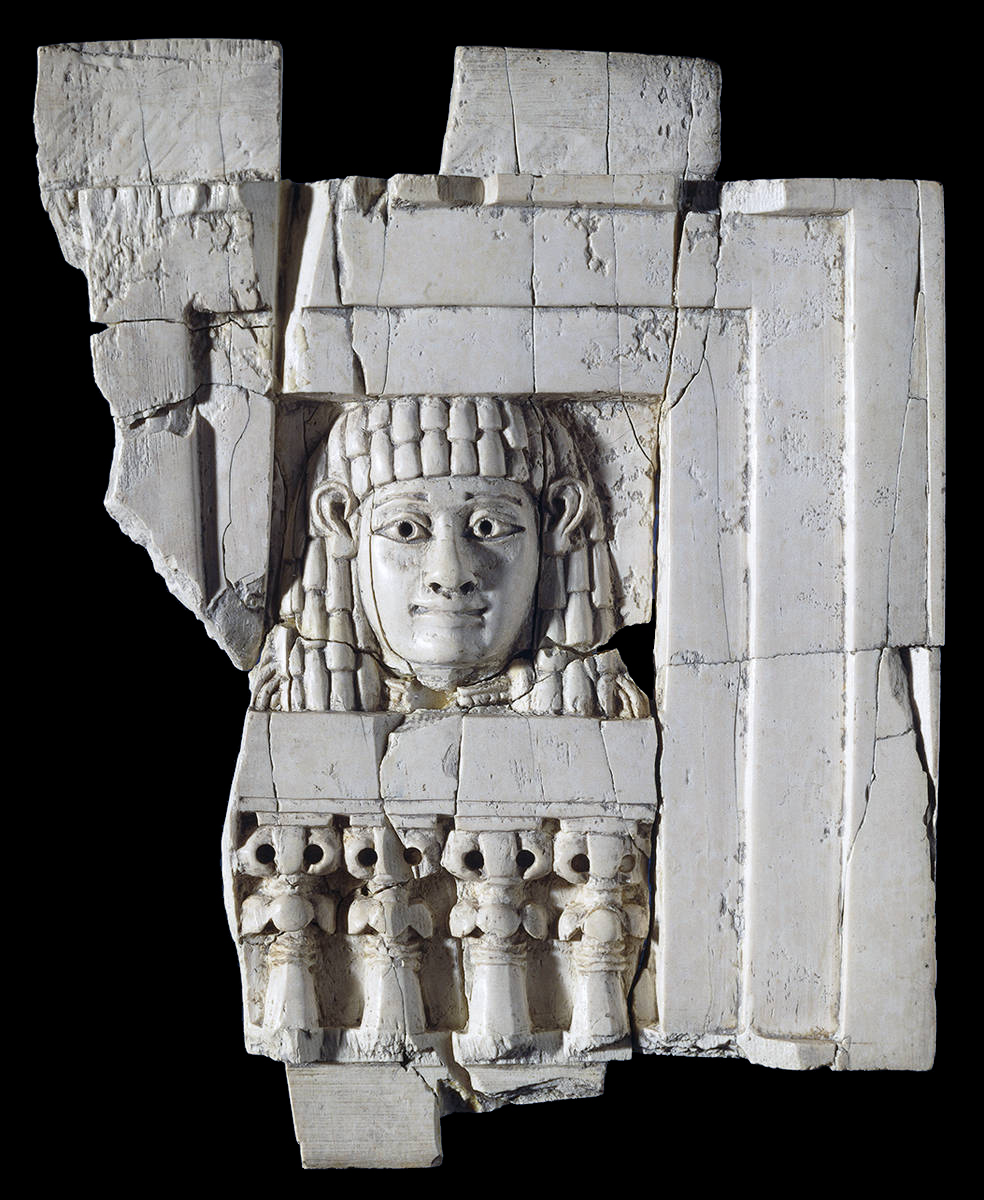
الغرفة57 -قطعة عاجية منحوتة من عاجيات نمرود، الفينيقية، نمرود، العراق، القرنين التاسع والثامن قبل الميلاد
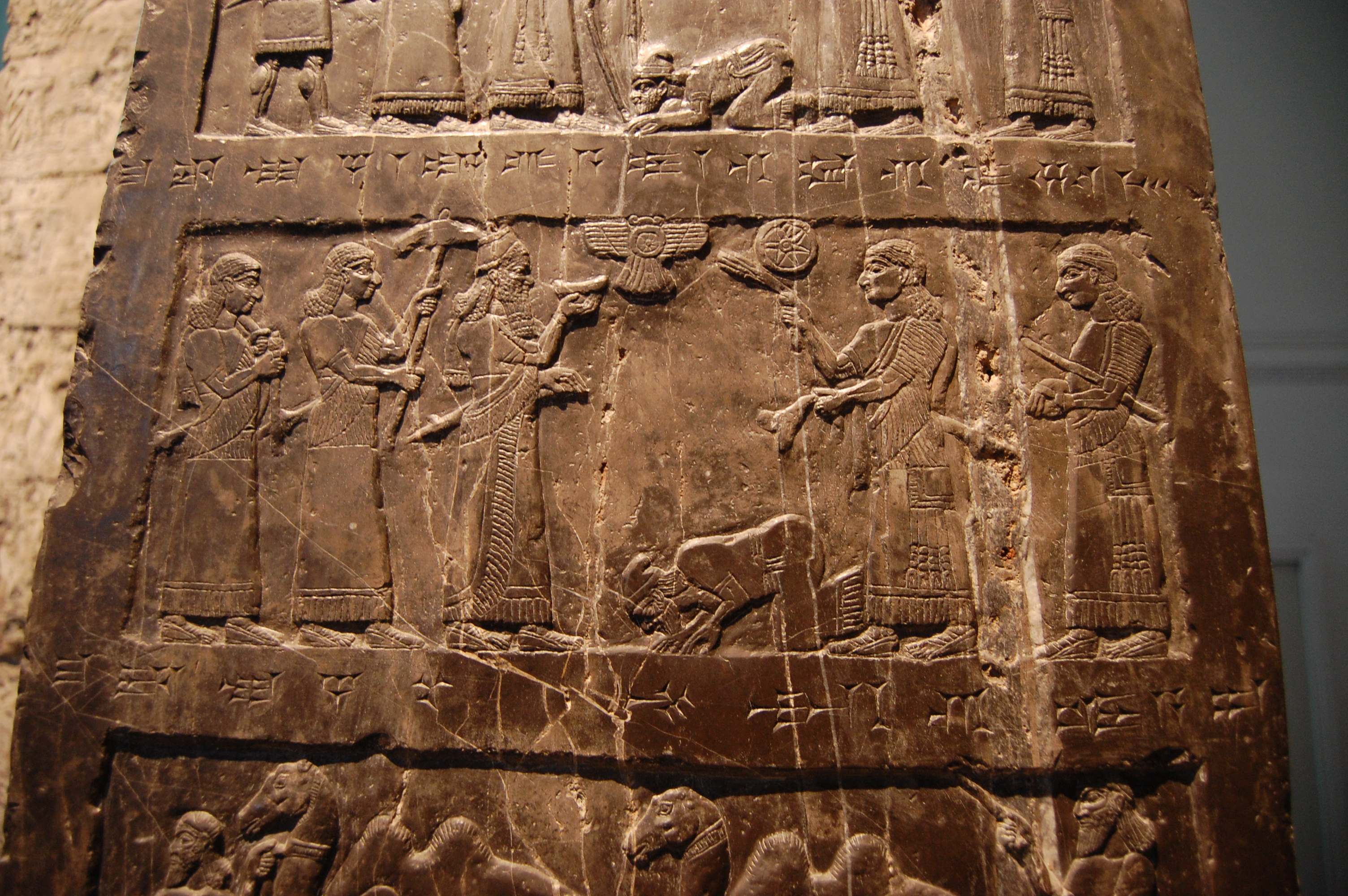
الغرفة6 - تصوير المنافق يهو ملك إسرائيل على المسلة السوداء لشلمانصر الثالث في نمرود حوالي عام827 قبل الميلاد
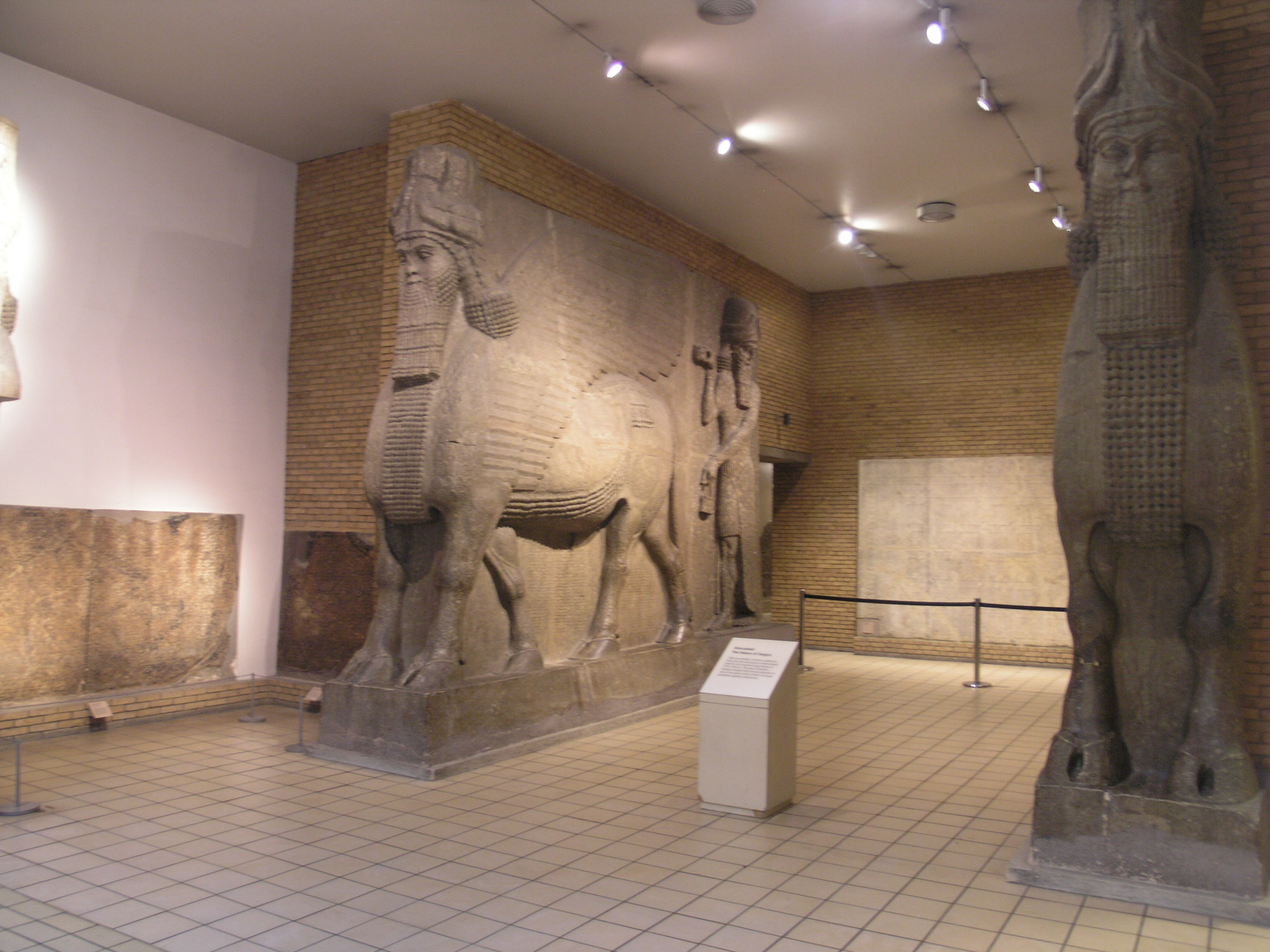
الغرفة10 -ثيران مجنحة برؤوس بشرية من خورسباد، قطع مصاحبة في متحف اللوفر، العراق، 710-705 قبل الميلاد
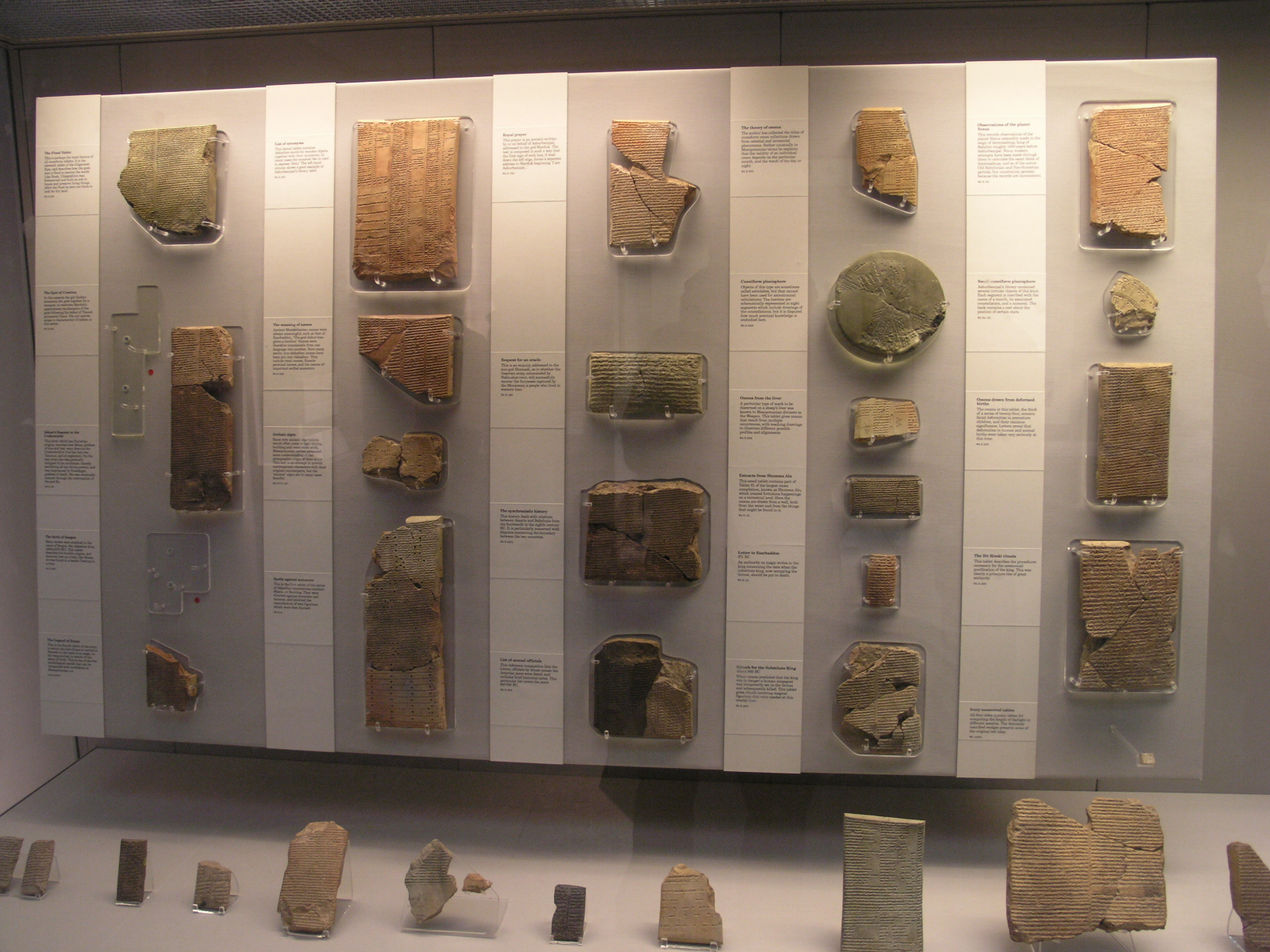
الغرفة55 -مجموعة الكتابة المسمارية، بما في ذلك ملحمة جلجامش ، العراق،حوالي669-631 قبل الميلاد
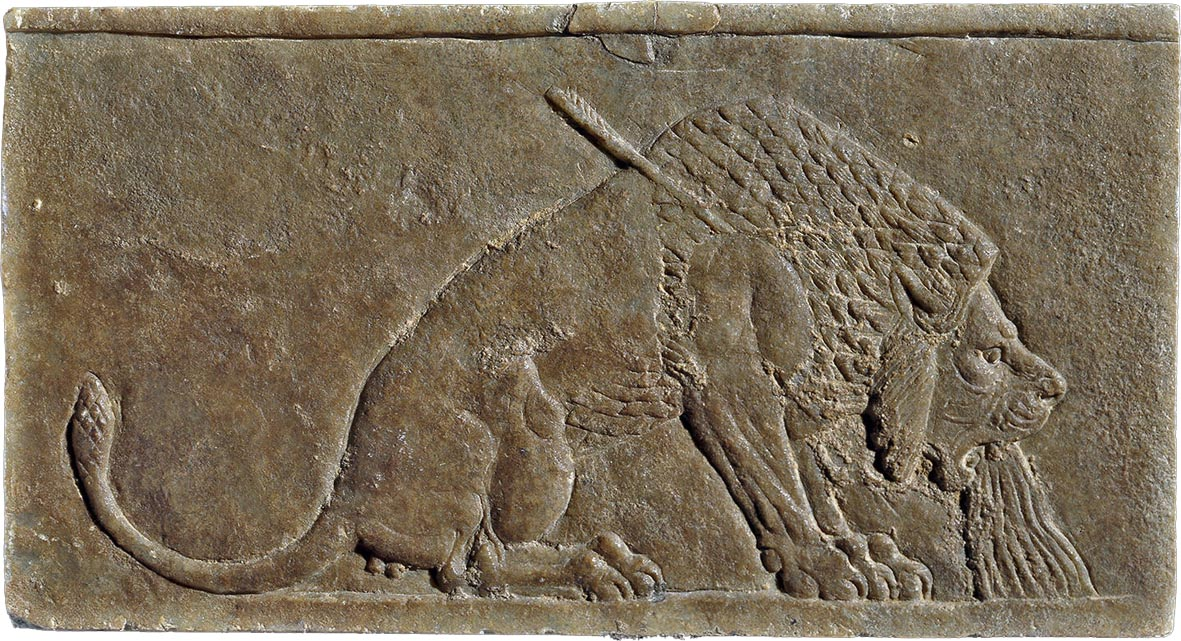
الغرفة55 – الأسد المحتضر، نينوى، العصر الآشوري الحديث، العراق، حوالي عام645 قبل الميلاد
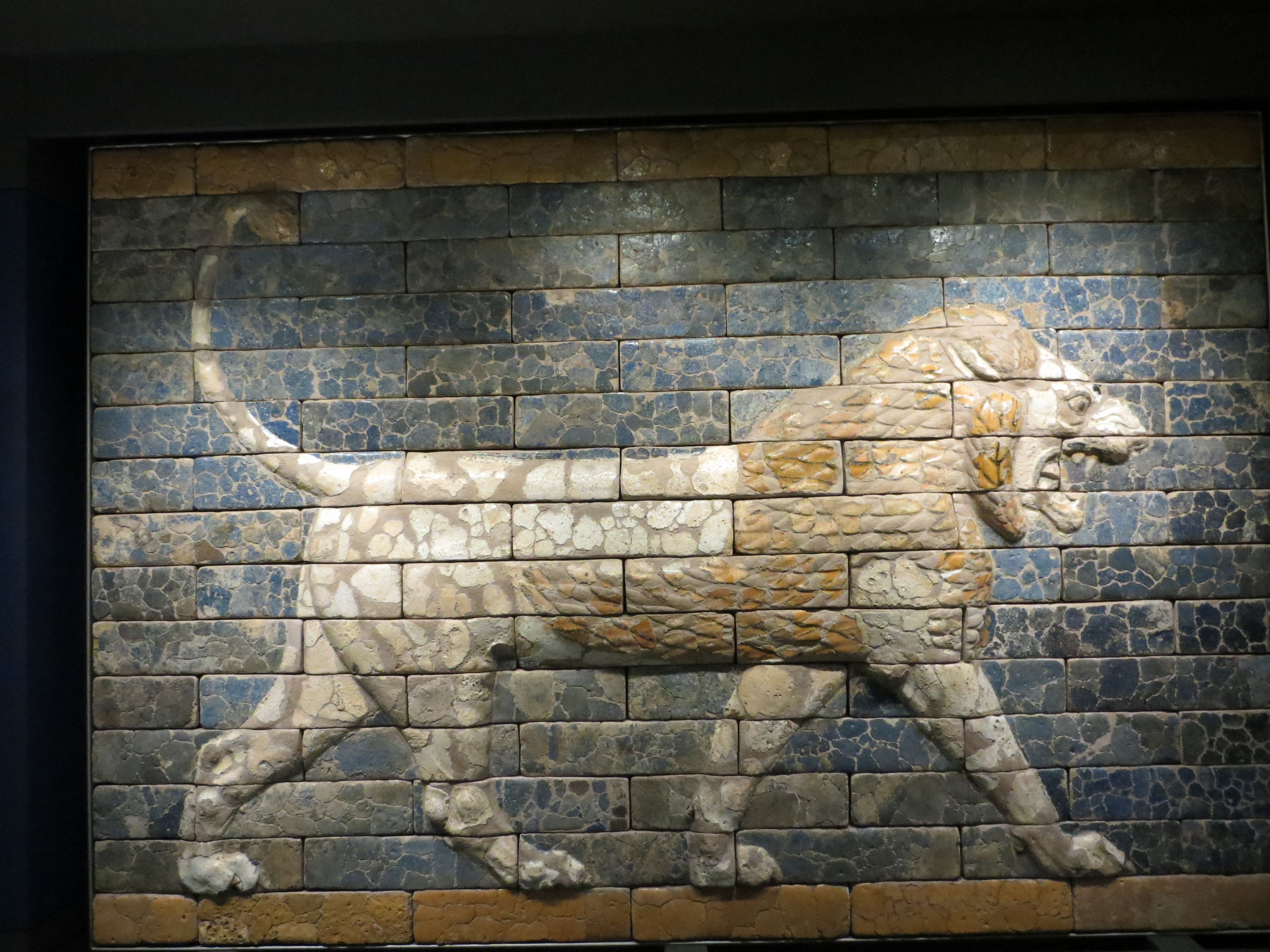
الغرفة55 - لوحة عليها أسد يمشي مصنوعة من الطوب المزجج، العصر البابلي الحديث، نبوخذ نصر الثاني، جنوب العراق، 604-562قبل الميلاد
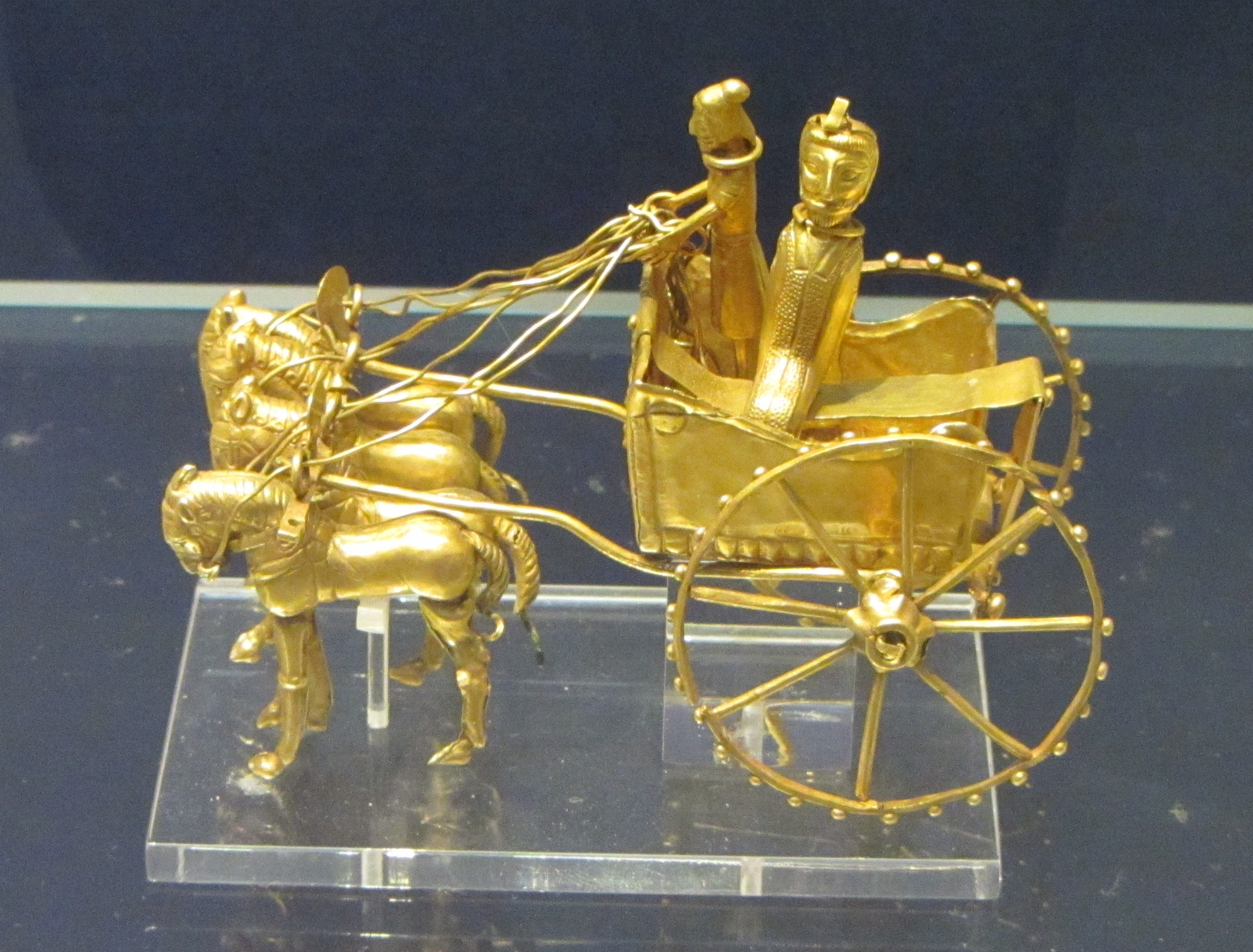
الغرفة52 -عربة من كنز جيحون، المجموعة الأكثر أهمية المتبقية من الأعمال المعدنية الفارسية الأخمينية، من القرن الخامس إلى القرن الرابع قبل الميلاد
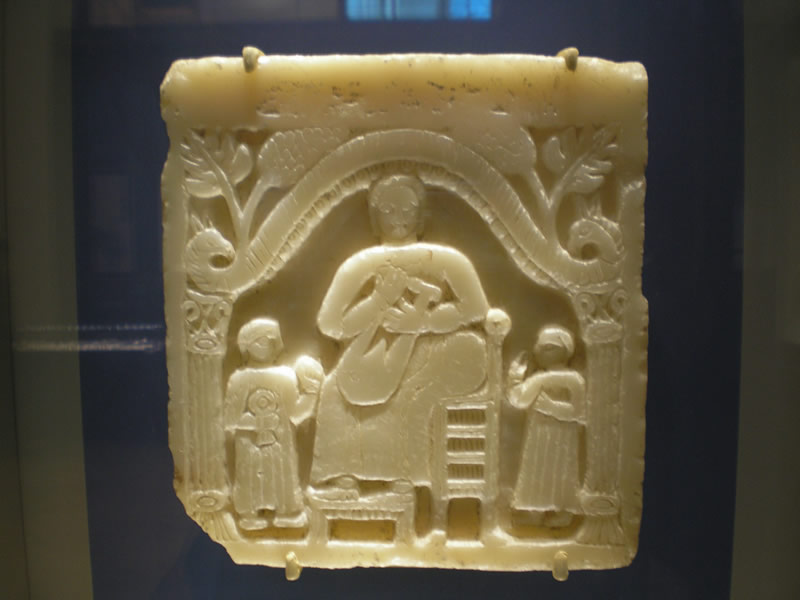
الغرفة53 - لوحة حجرية يقال أنها من مقبرة طماع، اليمن، القرن الأول الميلادي
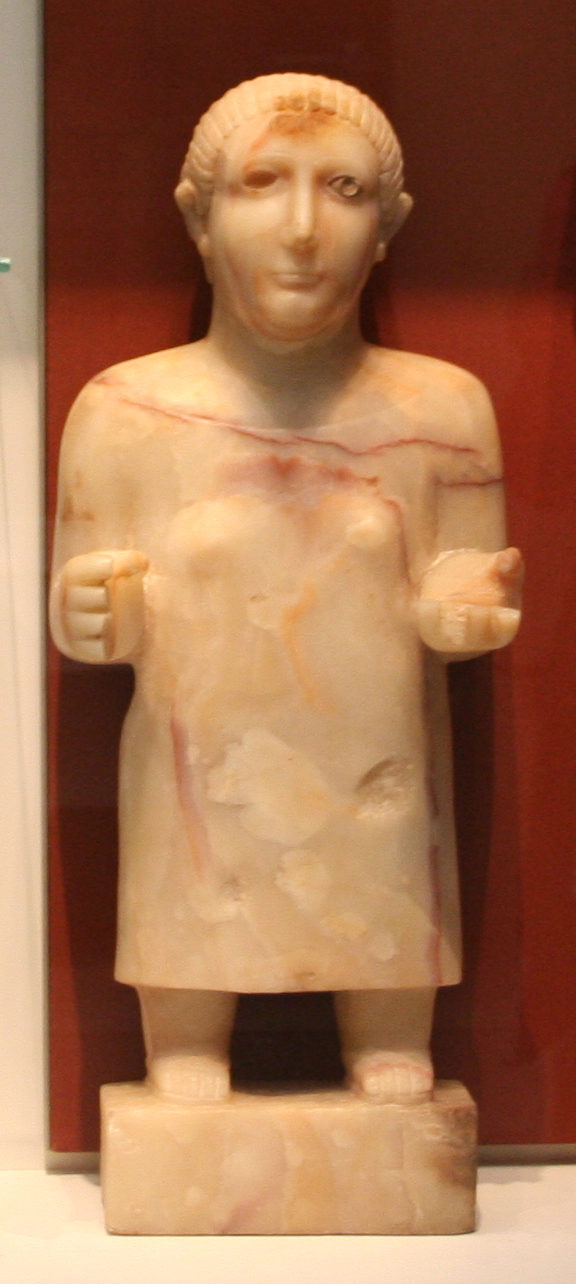
الغرفة53 - تمثال من المرمر لامرأة واقفة، اليمن، القرنين الأول والثاني الميلاديين
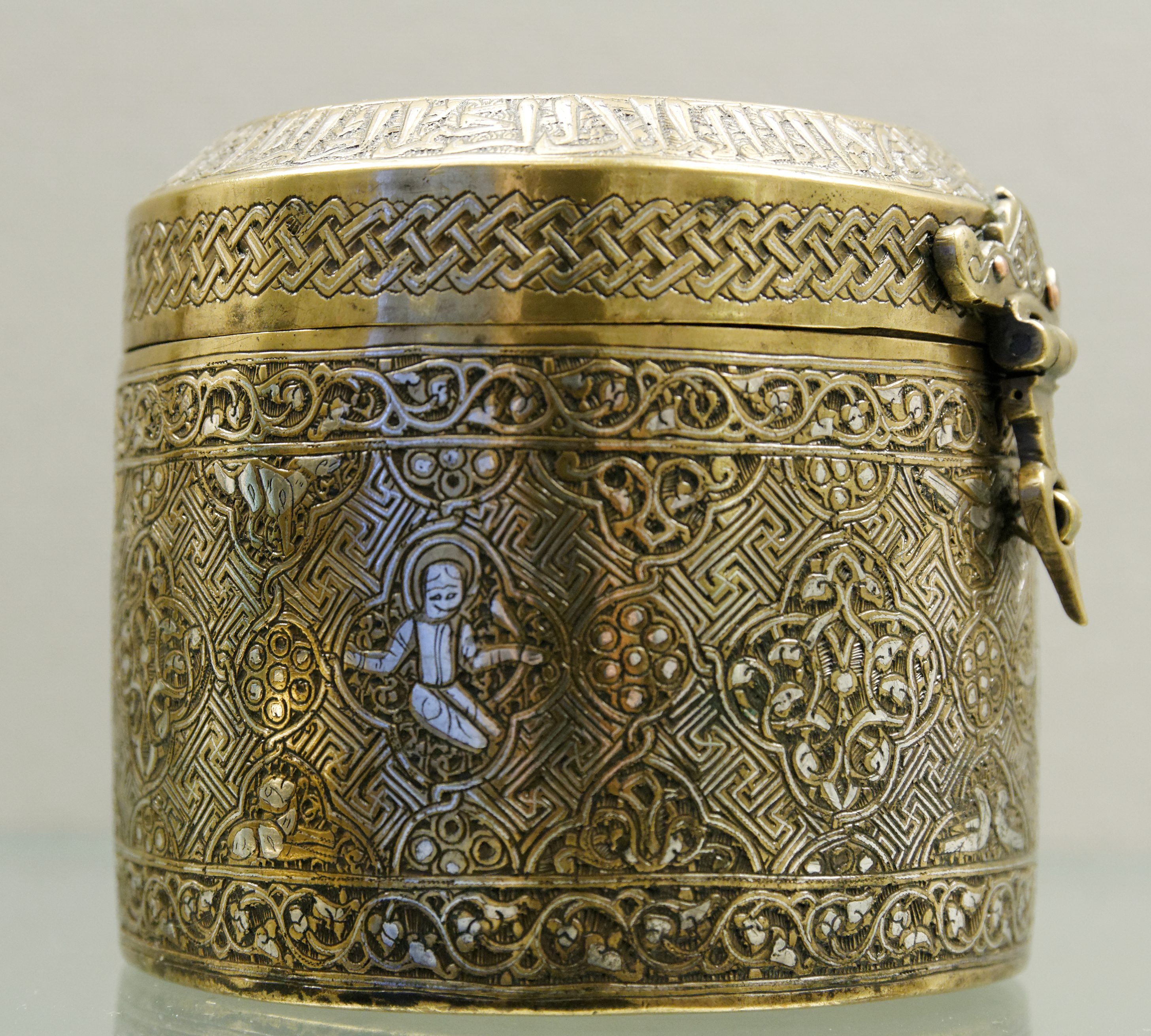
الغرفة 34 - صندوق أسطواني بغطاء عليه نقش عربي يسجل تصنيعه لحاكم الموصل، بدر الدين لؤلؤ ، العراق، حوالي1233-1259م